# Terminsdato
En terminsdato er en betegnelse for den dato, hvor man forventer at en gravid kvinde vil føde. Terminsdatoen har betydning for barnets gestationsalder, altså fosterets aktuelle alder. 
Terminsdatoen beregnes fra menstruationens første dag ved hjælp af Nagels regel, der er opkaldt efter den tyske fødselshjælper Franz Karl Naegele. Fra den sidste menstruations første dag lægges et år, hvorefter der trækkes 3 måneder fra, og herefter lægges 7 dage til.
I Danmark bruges Naegelesregel indtil der bliver udført en nakkefoldsscanning, hvor terminsdatoen bliver fastsat, ud fra størrelsen på fosteret.